# Oost-Thürings voetbalkampioenschap 1929/30
In 1929/30 werd het zestiende voetbalkampioenschap van Oost-Thüringen gespeeld, dat georganiseerd werd door de Midden-Duitse voetbalbond. SC Apolda werd kampioen en plaatste zich voor de Midden-Duitse eindronde. De club versloeg Weißenfelser FV Schwarz-Gelb 03, FC Preußen Langensalza en verloor dan van VfB Leipzig.

## Gauliga
| Plaatsa | Club                      | Wed. | W  | G | V  | Saldo | Ptn.  |
| ------- | ------------------------- | ---- | -- | - | -- | ----- | ----- |
| 1.      | SC Apolda                 | 18   | 16 | 0 | 2  | 81:24 | 32:4  |
| 2.      | 1. Jenaer SV 03           | 18   | 13 | 1 | 4  | 53:21 | 27:9  |
| 3.      | VfL 1906 Saalfeld         | 18   | 10 | 3 | 5  | 50:46 | 23:13 |
| 4.      | VfB 1910 Apolda           | 18   | 9  | 3 | 6  | 41:31 | 21:15 |
| 5.      | VfL/MSV Richthofen Weimar | 18   | 8  | 2 | 8  | 33:47 | 18:18 |
| 6.      | VfB Rudolstadt            | 18   | 6  | 3 | 9  | 34:42 | 15:21 |
| 7.      | SV Kahla 1910             | 18   | 6  | 2 | 10 | 48:52 | 14:22 |
| 8.      | BC 1903 Vimaria Weimar    | 18   | 5  | 4 | 9  | 23:39 | 14:22 |
| 9.      | SC 1903 Weimar            | 18   | 4  | 2 | 12 | 21:55 | 10:26 |
| 10.     | SpVgg Jena                | 18   | 3  | 0 | 15 | 24:51 | 6:30  |

|  | Kampioen, geplaatst voor Midden-Duitse eindronde |
|  | Degradatie                                       |